# Джонс, А. Элизабет
А. Элизабет Джонс (англ. A. Elizabeth Jones; род. 1948, Мюнхен, Германия) — американский дипломат. Посол США в Республике Казахстан (1995—1998).

## Биография
А. Элизабет Джонс родилась в 1948 году в Мюнхене, в семье дипломатов США. Джонс выросла в Берлине и Москве, окончила Суортмор-колледж, где училась на историческом факультете.
1995—1998 годы — занимала должность Посла США в Казахстане.
2001—2005 годы — работала помощником государственного секретаря США по Европе и Евразии в 2003 году. В 2004 года получила повышение по службе до звания Карьерного посла.
Джонс свидетельствовала об угрозе терроризма в Центральной Азии перед подкомитетом Палаты представителей США по Ближнему Востоку и Центральной Азии 29 октября 2003 года. Джонс сказала, что наибольшую угрозу для государств Центральной Азии представляет Исламское движение Узбекистана, которое она описывается как исламская террористическая организация, а также «Хизб ут-Тахрир аль-Ислами», восхваляющая нападения на американские войска в Ираке. По её словам, несмотря на смерть лидера ИДУ Джумы Намангани, «ИДУ по-прежнему активно действует в регионе — особенно в Кыргызстане, Таджикистане, Узбекистане и Казахстане — и представляет серьёзную угрозу для региона и, следовательно, для наших интересов».